# 台湾凤尾藓
台湾凤尾藓（学名：Fissidens formosanus）为凤尾藓科凤尾藓属下的一个种。其种加词“formosanus”意为“台湾的”。